# Brzina (1994.)
Brzina je američki akcijski triler iz 1994. koji je režirao Jan de Bont. U filmu glume: Keanu Reeves, Dennis Hopper, Sandra Bullock i Jeff Daniels. Film je bio nagrađen dvama Oskarima, za najbolju montažu zvuka i najbolje miksanje zvuka na 67. dodjeli nagrade 1994.
Radnja filma se odvija u Los Angelesu 1993.

## Radnja
Nepoznati muškarac (Dennis Hopper) zatoči nekoliko poslovnih ljudi unutar dizala nebodera uz pomoć malih bombi koje se aktiviraju daljinskim upravljačem. On zahtijeva velik iznos novca, prijeteći da će detonirati sigurnosne kočnice koje sprečavaju pad dizala u okno. Pripadnici losanđeleskog SWAT-a Jack Traven (Keanu Reeves) i Harry Temple (Jeff Daniels) uspiju se uvući u okno. Iako bombaš detonira kočnice tri minute prije isteka roka od jednog sata kojeg je sam zadao, Jack i Harry uspiju spasiti taoce prije no što dizalo padne. Pronalaze bombaša u podrumu zgrade, gdje on uzima Harryja za taoca. Jack upuca Harryja u nogu (na njegov vlastiti zahtjev), prisilivši bombaša da ga pusti. Jack ga pokuša slijediti, ali dolazi do druge eksplozije i čini se da je bombaš poginuo u ruševinama.
Kasnije su Jacku i Harryju dodijeljena odličja, a Harry je unaprijeđen u detektiva u uredu dok mu noga ne zacijeli. Jutro nakon dodjele odličja Jack je svjedok uništenja autobusa javnog prijevoznika Santa Monica Transit, u kojem pogine vozač. Javljajući se na poziv u javnoj govornici u blizini, Jack otkrije da je bombaš preživio eksploziju. Govori mu da je postavio bombu u drugom autobusu koja će se aktivirati nakon što autobus prijeđe brzinu od 50 milja na sat; ona će eksplodirati ako brzina padne ispod tih 50 milja. Bombaš zahtijeva veći iznos novca da deaktivira napravu, te ga upozorava da će ju detonirati ručno ako Jack pokuša spasiti putnike. Jack žuri da sustigne autobus i uspije ući, ali tek nakon što ubrza na 50 milja na sat.
Dok Jack objašnjava situaciju vozaču Samu (Hawthorne James), uplašeni putnik, misleći da ga je Jack došao uhititi, prijeti pištoljem i puca, te slučajno rani Sama u ruku dok ga obuzdavaju. Jedna od putnica, Annie Porter (Sandra Bullock), sjeda za volan dok Samu povezuju ranu, a Jack sveže paranoidnog putnika i obavještava ostale o situaciji. Prema savjetu policije, Jack i Annie uklone autobus s prometnih autocesta, prolaze kroz gradske ulice, te naposljetku završe na nedovršenoj autocesti. Uskoro dolazi policija i prati autobus, a s njima i izvjestiteljski helikopter.
Jack uz pomoć putnika uspije opisati bombu na podvozju Harryju; Harry se usredotoči na jeftini zlatni sat koji je dio mehanizma naprave. Jack uvjeri bombaša da mu dopusti iskrcati ranjenog Sama. Ali putnica Helen ne može više podnositi situaciju, te pokuša izaći. Nažalost, ugleda ju bombaš i detonira manju bombu ispod stuba autobusa - ona pada na pločnik i zatim pod kotače autobusa. Jack zato posumnja da bombaš nadgleda situaciju i zatraži da se helikopteri udalje.
Policija otkriva da nedovršena autocesta ima prazninu u nadvožnjaku, te Jack uputi Annie da ubrza kako bi prešli preko nje. Uskoro shvati da su blizu losanđeleske međunarodne zračne luke i upućuje Annie na nju jer će im velika asfaltna površina dati dovoljno prostora za vožnju dok izvjestiteljski helikopteri ne mogu prići zračnom prostoru luke.
Jack izađe iz autobusa i pokuša deaktivirati bombu tako da se kolicima podvuče pod autobus. Međutim, Harryjeve upute mu nisu od koristi, a njegov tim uskoro otkrije identitet bombaša: radi se o Howardu Payneu, bivšem policajcu koji je radio kao pirotehničar u Atlanti, gdje je bio prisiljen otići u mirovinu 1989. nakon što je u eksploziji izgubio prst. Harry odlazi u Payneovu kuću u Los Angelesu, a Jacku naredi da ništa ne poduzima. Zbog krhotina na asfaltu kolica postanu nestabilna, a Jack se spasi tako da odvijačem probije spremnik za gorivo i drži se za njega. Putnici upotrijebe podnu ploču autobusa da ga spase.
U međuvremenu Harry i njegov tim ulaze u Payneov dom pun podmetnutog eksploziva koji se detonira i usmrti ih. Payne nazove Jacka da mu se time pohvali, ali nenamjerno otkriva da se u autobusu nalazi kamera. Jack zatraži od policije da surađuje s timom izvjestitelja i pronađu signal kamere, snime sekvencu i zatim ju ponovo emitiraju na istom kanalu da zavara Paynea. To im omogući da spase sve putnike jer je iz spremnika iscurila većina goriva. Jack ostaje s Annie, usmjeri autobus u prazni hangar, a oni pobjegnu skliznuvši iz autobusa na podnoj ploči. Prazan autobus udari u rub hangara i eksplodira.
Nakon eksplozije autobusa, Annie se pridruži Jacku i policiji dok čekaju Paynea na dogovorenom mjestu s označenim novčanicama, jer ga žele uhvatiti živog. Međutim, Payne pronađe grešku na lažiranoj snimci i shvati da ga policija čeka. Predstavi se Annie kao policajac i odvodi ju. Policija ostavi novac u kantu za smeće, ali Jack kasnije otkrije da se ispod nje nalazi rupa koja vodi u metro.
Jack ih slijedi i pronalazi Paynea s novcem i Annie, kojoj je odjenuo prsluk s eksplozivom koji će eksplodirati ako pusti okidač na napravi koju drži. Jack zahtijeva od Paynea da pusti Annie, govoreći mu da može otići s novcem, ali on odbije i dalje prijeteći da će pustiti okidač. Payne ju zatim odvuče u vlak, prisiljavajući konduktera da ga pokrene, a druge putnike otjera prijeteći im da će ih upucati. Vlak krene, a Payne ubije konduktera nakon što lisicama veže Annie za štangu, ali Jack uspije ući u vlak u zadnjem trenutku.
Nakon što dozna da je Jack u vlaku, Payne otvori kovčeg s novcem: on eksplodira i rasprši boju zbog koje novac postane beskorisan. Ljutit, Payne skoči na krov vlaka i započne borbu s Jackom, želeći ga ubiti. Međutim, Jack mu uspije odsjeći glavu gurnuvši ga na signalni znak, a istovremeno mu otme okidač.
Iako Jack uspije osloboditi Annie prsluka, otkriju da su kočnice vlaka pokvarene i nemaju načina da komuniciraju s policijom. Što je još gore, Jack ne može skinuti Annie lisice jer nema ključeve. On shvati da im je najbolji način da prežive taj da vlak iskoči iz tračnica u zavoju, te ga namjesti na najveću brzinu. Vlak iskoči na području gdje se odvijaju radovi, a kola u kojima se nalaze kliznu u nedovršeni tunel, izlete i završe na šetalištu Hollywood. Shvativši da su se zaljubili jedno u drugo, par se ljubi dok ih prolaznici promatraju.

## Uloge
- Keanu Reeves - Jack Traven
- Dennis Hopper - Howard Payne
- Sandra Bullock - Annie Porter
- Jeff Daniels - Harry Temple
- Joe Morton - Poručnik "Mac" McMahon
- Richard Lineback - Narednik Norwood
- Alan Ruck - Doug Stephens
- Margaret Medina - policajka Robin Barnette
- Carlos Carrasco - Ortiz
- Hawthorne James - Sam
- Beth Grant - Helen
- Glenn Plummer - "Tuneman"

## Produkcija

### Scenarij
Scenarist Graham Yost je čuo o filmu Pomahnitali vlak s Jonom Voightom od svojeg oca, kanadskog televizijskog voditelja Elwyja Yosta. Tema filma je bio vlak koji izmakne kontroli, a temeljila se na ideji Akire Kurosawe. Elwy je pogrešno mislio da je za situaciju na vlaku bila kriva bomba. Ta ista tema je ustvari bila upotrijebljena u japanskom filmu Shinkansen Daibakuha iz 1975. Nakon što je pogledao Voightov film, Graham je odlučio da bi bilo bolje da je postoji bomba u autobusu, a autobus prisiljen kretati se brzinom od 20 milja na sat da se spriječi eksplozija. Jedan od njegovih prijatelja je sugerirao da se brzina poveća na 50 milja. Kraj filma je bio inspiriran krajem iz filma Srebrna linija iz 1976. U scenarij je mnoge promjene unio Joss Whedon. Yost: "Joss Whedon je napisao 98.9 posto dijaloga. Bili smo jako usklađeni, stvar je u tome što ja nisam pisao dijalog tako dobro kao on."

### Dodjela uloga
Stephen Baldwin, prvi izbor za ulogu Jacka Travena, mislio je da lik (napisan u ranijoj verziji scenarija) previše nalikuje Johnu McClaneu iz filma Umri muški. Redatelj Jan de Bont je zatim angažirao Keanua Reevesa za ulogu Jacka nakon što ga je vidio u Paklenom valu. Mislio je da je glumac "ranjiv na ekranu. Ne prijeti muškarcima zato to nije tako krupan, i odlično izgleda ženama". Reevesu se nije svidjelo kako se Jack Traven ponašao u originalnom scenariju Grahama Yosta. Smatrao je da "postoje situacije za kratke šale i da je forsiran - Umri muški pomiješan s nekom vrstom screwball-komedije". Jan de Bont je doveo Jossa Whedona tjedan dana prije samog početka snimanja da radi na scenariju. Uz Reevesovu pomoć, Whedon je promijenio Travena iz "nonkonformističke face" u "pristojnog tipa koji se trudi da nitko ne pogine", te uklonio jednostavan dijalog lika i učinio ga ozbiljnijim. Reeves je ranije surađivao s losanđeleskom policijom na Paklenom valu i znao je za njihovu brigu za ljudski život, što je unio u Travena. Jedan od Whedonovih značajnih doprinosa bila je promjena lika Douga Stephensa (Alan Ruck) iz odvjetnika ("loš tip koji umre", prema piscu) u turista, "jednostavno dobrog, koji u potpunosti ništa ne shvaća". Whedon je pretežno radio na dijalogu, ali je također stvorio nekoliko važnih elemenata u zapletu kao što je ubojstvo Harryja Templea. Sandra Bullock je čitala scenarij s Reevesom da se osigura da između njih postoji prava kemija. Prvobitno je njezin lik trebao biti komični pomagač Jacka. Umjesto toga je Annie postala i pomagačica i kasnije njegova djevojka. Prisjeća se da su morali raditi "sve te stvarno fizičke scene zajedno, kotrljati se po podu i ostalo". Redatelj nije želio da Traven ima dugu kosu nego da "izgleda jako i da ima kontrolu nad sobom". U tu svrhu je Reeves obrijao svoju glavu skoro u potpunosti. Redatelj se sjeća da su se "svi u studiju usrali kad su ga prvi put vidjeli. Imao je samo milimetar kose. Ono što vidite u filmu je zapravo naraslo." Reeves je također proveo dva mjeseca u teretani Gold's Gym u Los Angelesu da bude u formi za ulogu.

### Snimanje
Snimanje je započelo 1. rujna 1993., a završilo 23. prosinca 1993. u Los Angelesu. De Bont je koristio model visine 25 metara okna dizala od 50 katova u uvodnoj sceni. Dok se Brzina još snimala, preminuo je glumac i Reevesov bliski prijatelj River Phoenix. Odmah nakon što je Phoenix umro, de Bont je promijenio raspored snimanja tako da mu da scene koje je lakše napraviti. "Pogodilo ga je emocionalno. Postao je vrlo tih, i trebalo mu je puno da to sam riješi i da se smiri. Jako ga je preplašilo.", prisjeća se de Bont. Isprva je Reeves bio nervozan zbog mnogih akcijskih scena, ali kako je snimanje napredovalo sve je više sudjelovao. Želio je sam iskočiti iz Jaguara u autobus. Jan de Bont to nije želio pa je Reeves vježbao u tajnosti. Na dan snimanja glumac je sam izveo akrobaciju i de Bont se prisjeća: "Zamalo sam osjetio jaku bol.". Za snimanje je bilo iskorišteno jedanaest autobusa GM New Look i tri autobusa Grumman 870. Dva od njih su bila dignuta u zrak, jedan je korišten u scenama potjere, jednom je bio odrezan prednji dio za unutarnje scene, a jedan je korišten samo za scene "ispod autobusa". Drugi je korišten za scene skoka, što je učinjeno u jednom kadru.
Mnoge od scena na autocesti snimljene su na Interstate 105 i Interstate 110 koje nisu bile službeno otvorene u vrijeme snimanja. Dok je tražio lokacije, de Bont je primijetio da veliki dijelovi ceste nedostaju te je rekao scenaristu Grahamu Yostu da doda skok autobusa preko nedovršene autoceste. Skok je bio snimljen na mostu pete razine na golemom prometnom čvoru. U sceni u kojoj autobus mora preskočiti prazninu na nedovršenoj autocesti iskorištena je dizalica da autobus može preskočiti punih 15 metara. U autobusu se nalazio samo vozač; imao je pojas za amortiziranje udaraca koji ga je držao iznad sjedala da može izdržati udarac prilikom slijetanja i izbjeći ozljedu kralježnice (što se događalo mnogim kaskaderima ranijih godina u sličnim akrobacijama). Dio autoceste na kojem je autobus preskočio nalazio se na običnoj autocesti, a prazninu su dodali montažom koristeći se kompjuterskom animacijom.
Prema de Bontu skok autobusa nije išao kao što je bilo planirano. Morali su ukloniti sve da ga učine lakšim. Prilikom prvog pokušaja vozač je promašio most i razbio autobus, što nije bilo prijavljeno studiju. Drugi pokušaj s drugim autobusom nakon dva dana je bio uspješan. No stvari ipak nisu protekle glatko. Budući da im je bilo rečeno da će autobus letjeti oko sedam metara, redatelj je postavio jednu od kamera na mjesto na kojem je trebala snimiti slijetanje autobusa. Međutim, autobus je odletio puno dalje nego što su mislili, te se srušio na kameru i uništio ju. Srećom, druga je kamera smještena na udaljenosti od 27 metara snimila skok.
Završna scena je bila snimljena na aerodromu Mojave, koji je predstavljao losanđeleski aerodrom. Za snimanje kadrova Crvene linije losanđeleskog metroa u izgradnji korišten je model u omjeru 1:8, osim za sami skok.

## Prijem
Brzina se počela prikazivati 10. lipnja 1994. u 2138 kinodvorana i debitirala je na broju jedan, zaradivši 14.5 milijuna za prvog vikenda prikazivanja. Zaradila je 121.3 milijuna u Americi i 229.2 milijuna u inozemstvu, a sveukupno 350.5 milijuna dolara.
Brzina je također dobila puno pozitivnih kritika. Na portalu Rotten Tomatoes 90% kritičara se pozitivno izjasnilo o filmu, a na temelju 41 kritike film je dobio prosječnu ocjenu 7.6/10. Kritičar Roger Ebert je dao filmu 4 od 5 zvjezdica i napisao: "Filmovi kao Brzina pripadaju žanru koji zovem Filmovi "Podlaktica u modricama" jer uvijek grabite ruku osobe koja sjedi pokraj vas. Ako se ne naprave kako treba, izgledaju kao ponovljene snimke starih klišea potjere. Ako se naprave kako treba, zabavni su. Napravljeni kao Brzina, stvaraju neku vrstu manijakalnog veselja." U kritici za Rolling Stone Peter Travers je napisao: "Akcijski filmovi su obično otpisani kao srozani žanr, osim ako, naravno, funkcioniraju. A Brzina funkcionira savršeno. To je podsjetnik na to koliko nas filmski eskapizam može uzbuditi kad je serviran s ovom vrstom blještavila." Hal Hinson, kritičar The Washington Posta, pohvalio je glumu Sandre Bullock: "Jedini glumac koji se ističe je Sandra Bullock kao Annie... Da nema pametno-zabavnih preokreta u svojim rečenicama, - najbolje su u filmu -, zrak u tom autobusu bi bio zagušljiv... pojavljuje se kao nešto mekša verzija junakinja Linda Hamilton-Sigourney Weaver: sposobna, nezavisna, ali još uvijek neodoljivo ranjiva". Janet Maslin iz The New York Timesa: "Gdin Hopper pronalazi dobre nove načine da uvede ludu prijetnju sa svakom novom ulogom. Sigurno je najživopisniji lik u filmu koji ne gubi vrijeme na razvoj likova ili osobnosti." Entertainment Weekly je dao filmu ocjenu "A", a Owen Gleiberman je napisao: "Užitak je biti u rukama tvorca akcijskih filmova koji poštuje publiku. De Bontova umješnost je tako fleksibilna da se čak i trostruki završetak čini opravdanim, poput kataklizmične završne faze deathmatcha u Segi." Richard Schickel iz Timea: "Film ima dvije vrline bitne za dobre pop trilere. Prvo, uključuje se bez komplikacija u skrivene anksioznosti - u ovom slučaju one koje ignoriramo kad se dnevno predajemo masovnom prijelazu u svijet u kojem su luđaci svugdje."
Owen Gleiberman iz časopisa Entertainment Weekly je ocijenio Brzinu kao osmi najbolji film 1994. godine. Časopis je također stavio film na broj osam svoje liste "The Best Rock-'em, Sock-'em Movies of the Past 25 Years". Brzina se također našla na broju 451 liste "The 500 Greatest Movies of All Time" časopisa Empire iz 2008.

### Kućna izdanja
U prosincu 1994. Fox je prvi put izdao Brzinu na formatima VHS i Laserdisc. Prodaja i posudba u videotekama su išle vrlo dobro i povećale zaradu u Americi. Godine 1998. 20th Century Fox Home Entertainment je prvi put izdao film na DVD-u. Osim najave disk nije sadržavao dodatke uz film. 2002. Fox je izdao posebno kolekcionarsko izdanje filma s mnogo dodataka i remasteriranim formatom. Izdanje se pojavilo nekoliko puta tijekom godine s različitim omotima i, napokon, film je u studenom 2006. izdan na formatu Blu-ray Disc s dodacima u trajanju od pet sati.

## Priznanja
Priznanje Američkog filmskog instituta:
- lista 100 Years...100 Thrills: broj 99[21]
- lista 100 Years... 100 Heroes and Villains: Jack Traven i Annie Porter - Nominirani heroji

### Nagrade
- Oscar za najbolju montažu zvuka
- Oscar za najbolje miksanje zvuka[22]
- Nagrada Saturn za najbolju glumicu (Sandra Bullock)
- MTV Movie Awards
  - najbolja akcijska sekvenca (bijeg autobusa/eksplozija aviona)
  - najbolja glumica (Sandra Bullock)
  - najbolji duo (Sandra Bullock, Keanu Reeves)
  - najbolji negativac (Dennis Hopper)
  - najpoželjnija žena (Sandra Bullock)

### Nominacije
- Oscar za najbolju montažu
- MTV Movie Awards
  - najbolji poljubac (Sandra Bullock i Keanu Reeves)
  - najbolji glumac (Keanu Reeves)
  - najbolji film
  - najpoželjniji muškarac (Keanu Reeves)

## Nastavak
Godine 1997. pojavio se nastavak Brzina 2. Sandra Bullock je ponovila ulogu Anie, radi financiranja drugog projekta, ali Keanu Reeves je odbio ulogu Jacka. Umjesto njega je angažiran Jason Patric za ulogu Alexa Shawa, Annienog novog dečka, jer su Jack i ona prekinuli zbog njezine brige oko Jackovog posla. Willem Dafoe je negativac John Geiger, a Glenn Plummer (Reevesova žrtva otmice) se pojavljuje kao vozač čamca. Film se smatra jednim od najgorih nastavaka svih vremena (ocjena 2% na Rotten Tomatoes). Sandra Bullock je sama ismijala svoju glumu i priznala da je požalila što je bila dio toga.